# Be&Be
Be&Be je avstrijska katoliška založba s sedežem v kampusu Filozofsko-teološke visoke šole Benedikta XVI. v Heiligenkreuzu v Spodnji Avstriji. Njena založniška dejavnost je usmerjena predvsem v izdajanje knjig in ilustriranih strokovnih revij v nemškem jeziku.
Med številnimi doslej objavljenimi naslovi so najbolj zastopana dela avtorjev s področja duhovnosti, teologije, psihologije in različnih religioznih tem. Številni avtorji do sedaj objavljenih knjig obravnavajo teme povezane z zgodovino, duhovnostjo in delom benediktinov in cistercijanov, pa tudi s temami v umetnosti in arhitekturi, predvsem pa s temami povezanimi z obstojem in delom opatije Heiligenkreuz in tamkajšnje Filozofsko-teološke visoke šole Benedikta XVI.

## Zgodovina
Založbo Be&Be so leta 1931 ustanovili cistercijani opatije Heiligenkreuz pod imenom Heiligenkreuzer Verlag kot družbo z omejeno odgovornostjo (nemško Gesellschaft mit beschränkter Haftung, skrajšano GmbH): ta založba je sprva izdala samo serijo publikacij z naslovom "Študije iz Heiligenkreuza" (nemško Schriftenreihe Heiligenkreuzer Studien), njena dejavnost pa je že od ustanovitve vključena v gospodarstvo opatije Heiligenkreuz. Del tiskanih izdaj je danes tudi dragocena teološka in učna literatura za potrebe Filozofsko-teološke visoke šole Benedikta XVI.  
Od leta 2007 založba deluje pod imenom Be&Be (včasih Be+Be), kar odraža duhovno osredotočenost in predanost liku in delu Benedikta Nursijskega in Bernarda iz Clairvauxa. Direktor založbe je Karl Wallner, cistercijan opatije Heilgenkreuz in profesor na Filozofsko-teološki visoki šoli Benedikta XVI.

## Avtorji in založništvo
Založba Be&Be se osredotoča na izdajanje strokovnih knjig, katoliških zgodb in knjig za otroke, romanov in v zadnjem času pa tudi zvočnih knjig. Poleg objavljanja periodičnih publikacij, kot sta Ambo (letopis Visoke šole v Heiligenkreuzu) in cistercijanska znanstvena revija Analecta Cisterciensia, se posamezni uredniki trudijo, da bi aktualne teme naredili lahko razumljive in dostopne širokemu krogu bralcev.
"Mala knjižnica Zahodnega sveta" je ena od posebnosti programa založbe Be&Be, ki ponovno izdaja starejše in razprodane izdaje o zgodovini krščanstva in duhovščine v državah Zahodnega sveta.
Avtorji največ objavljenih del s področja duhovnosti so številni cistercijani opatije Heiligenkreuz in profesorji tamkajšnje Filozofsko-teološke visoke šole Benedikta XVI., predvsem opat Maximilian Heim, pater Karl Wallner, nemška filozofinja Hanna-Barbara Gerl-Falkovitz, pater Bernhard Vošicky in generalni sekretar Visoke šole Johannes Paul Chavanne.